# Distribuição complementar
Em linguística, distribuição complementar é um fenômeno fonológico que consiste na ocorrência de variantes de um mesmo fonema a depender do ambiente ou contexto em que se insere. Este evento resulta em um caso de alofonia ou alomorfia. Por ambiente ou contexto, entende-se a estrutura interna da palavra, morfema ou segmento, como fronteira de sílaba, efeito de sons próximos, de elementos suprassegmentais ou informações lexicais e gramaticais.
O exemplo mais clássico em língua portuguesa ocorre com os fonemas /t/ e /d/ que sofrem palatalização quando ocorrem antes de [i], [ɪ] ou [j]. Diz-se, por exemplo, que /t/ realiza-se como [tʃ] antes de vogais ou semivogais anteriores altas e realiza-se como [t] em demais ambientes ou contextos. Assim, [tʃ] e [t] são alofones de um mesmo fonema (/t/) e estão em distribuição complementar.